# Kung Fu in Rome
Kung Fu in Rome (Originaltitel: La città proibita) ist ein italienischer Action-Drama-Film aus dem Jahr 2025 von Regisseur Gabriele Mainetti.

## Inhalt
Die Handlung beginnt in den 1990er Jahren in China, wo die junge Mei zusammen mit ihrer Schwester Yun aufwächst. Nach einem tragischen Vorfall verlieren sich die beiden aus den Augen. Jahrzehnte später reist Mei nach Rom, um ihre verschwundene Schwester zu finden. Ihre Suche führt sie in das multikulturelle Viertel Esquilino und das zwielichtige Casino „Città Proibita“, das von einer chinesischen Gang kontrolliert wird. Dort erfährt sie vom Tod ihrer Schwester.

## Produktion
Der Film wurde von den Produktionsfirmen Wildside, Goon Films und DCM Distribution produziert. Die Dreharbeiten fanden im Frühjahr und Sommer 2023 in Rom statt. Regie führte Gabriele Mainetti.
Kung Fu in Rom wurde am 8. März 2025 als Preview in italienischen Kinos gezeigt und startete regulär am 13. März 2025.